# 고보리 소라
고보리 소라(일본어: 小堀 空, 2002년 12월 17일~)는 일본의 축구 선수이다.

## 구단 경력
그는 2020년 J2리그의 도치기 SC에 입단했다. 2024년후 J3리그에 강등했다. 2025년까지 78경기에 출전하여, 3득점을 넣었다. 2025년 7월 일본 풋볼 리그의 라인미어 아오모리로 이적했다.